# لئون فربنیوس
لئون فربنیوس (انگلیسی: Leo Frobenius؛ ۲۹ ژوئن ۱۸۷۳ – ۹ اوت ۱۹۳۸) یک دانشمند در زمینه نژادشناسی اهل آلمان بود.